# Шейка-Міке
Шейка-Міке (рум. Șeica Mică) — село у повіті Сібіу в Румунії. Адміністративний центр комуни Шейка-Міке.
Село розташоване на відстані 236 км на північний захід від Бухареста, 29 км на північ від Сібіу, 90 км на південний схід від Клуж-Напоки, 122 км на захід від Брашова.

## Населення
За даними перепису населення 2002 року у селі проживали 1168 осіб.
Національний склад населення села:
| Національність | Кількість осіб | Відсоток |
| -------------- | -------------- | -------- |
| румуни         | 1139           | 97,5%    |
| німці          | 20             | 1,7%     |
| угорці         | 9              | 0,8%     |

Рідною мовою назвали:
| Мова      | Кількість осіб | Відсоток |
| --------- | -------------- | -------- |
| румунська | 1148           | 98,3%    |
| німецька  | 19             | 1,6%     |